# Vidéocapsule

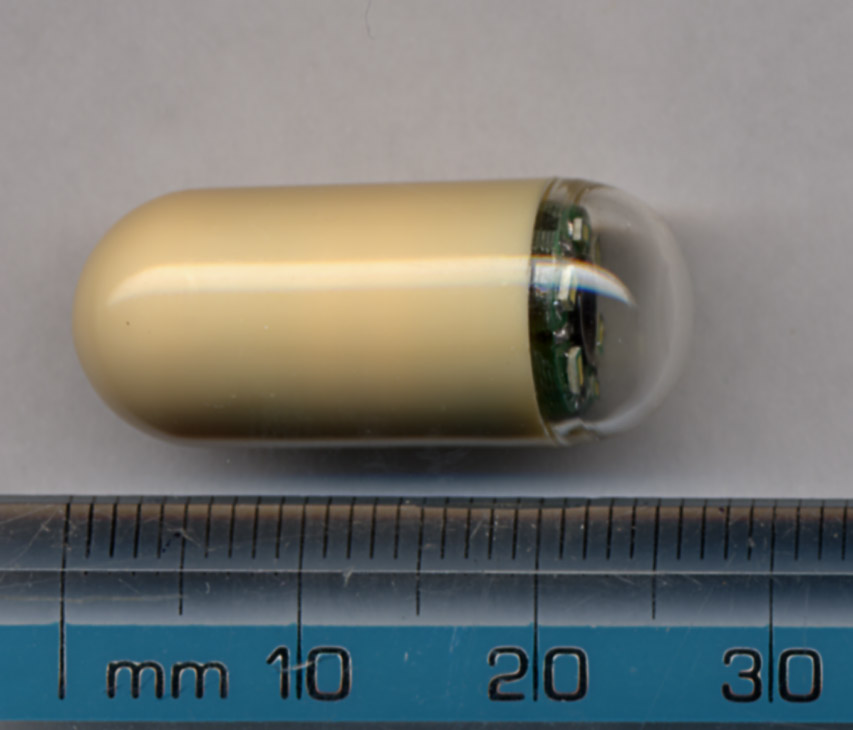
Vidéocapsule

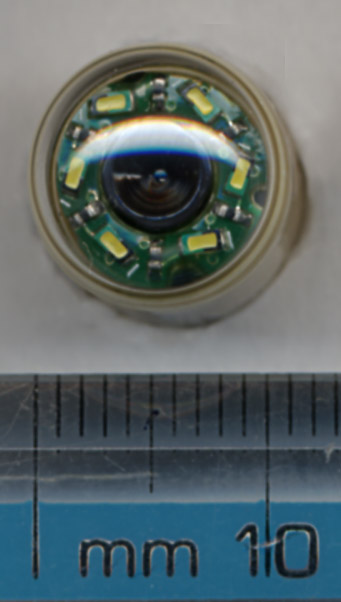
Vidéocapsule vue de face, montrant six LED et l'objectif de l'appareil.

L'endoscopie par capsule est une technique médicale qui consiste à réaliser des clichés du système digestif au moyen d'un appareil photo miniature logé dans une capsule, appelé vidéocapsule. Une fois la capsule avalée, elle prend des photos du système digestif et les envoie via des électrodes à un boîtier que porte le patient. Ce type d'endoscopie est principalement utilisé pour examiner l'intestin grêle, qui n'est pas accessible par les autres types d'endoscopie, tels que la coloscopie ou la gastroscopie.

## Indications
- Saignements digestifs inexpliqués
- Suspicion de maladie de Crohn

## Technique
Le patient avale une capsule dans laquelle il y a une caméra. Les images sont recueillies par des capteurs situés à l'extérieur du corps. Préalablement il y a nécessité d'être à jeun.

## Autre technique
La vidéoendoscopique magnétique guidée, une alternative potentielle pour l'endoscopie digestive haute, a été présentée en avril 2010 par Siemens Healthcare et Olympus Medical. Avec cette technique, le patient est placé dans un système par guidance magnétique après avoir avalé une capsule. Ensuite, le médecin peut guider cette capsule avec un joystick et voir les images captées en temps réel. Une première étude a été publiée en juillet 2010.